# 平野温郎
平野 温郎（ひらの はるお）は、日本の法学者。東京大学大学院法学政治学研究科教授。国際取引法フォーラム理事長。国際取引法学会理事。国際商取引学会理事。

## 人物・経歴
1982年、上智大学法学部卒業（法学士）。同年、三井物産株式会社に入社し、法務部門に配属。1988年から1990年まで、同社中国法務研修員として、上海対外貿易学院法学系留学後、北京環球律師事務所および三井物産株式会社北京事務所にて執務。1990年から2013年まで、同社法務部門にて、香港三井物産株式会社人事・法務部General Manager、中国総代表助理・法務総監（在北京）、米国三井物産株式会社Corporate Secretary兼法務課General Manager、法務部総合開発室長他を歴任。2002年、香港大学専業進修学院修了（Diploma in Legal Studies）。2013年　東京大学大学院法学政治学研究科教授。専門は、中国その他のアジア・ビジネス法、国際企業法務。